# Sony Pictures Home Entertainment
Sony Pictures Home Entertainment, Inc. (abreviată ca SPHE) este divizia de distribuire de divertisment la domiciliu a Sony Pictures Entertainment, o subsidiară a Sony.

## Informații principale
SPHE este responsabilă pentru distribuirea librăriei Sony Pictures Entertainment pentru divertisment la domiciliu, în principal lansări de la Sony Pictures Motion Picture Group (Columbia Pictures, TriStar Pictures, Sony Pictures Classics și Screen Gems) și lansări de la Sony Pictures Worldwide Acquisitions (Triumph Films, Destination Films, Stage 6 Films și Affirm Films) și Crunchyroll, LLC după ce acordul companiei din urmă cu Universal Pictures Home Entertainment ca Funimation a expirat. SPHE de asemenea lansează și distribuie produse de la Lionsgate Home Entertainment (din 2021), Walt Disney Studios Home Entertainment (din 2024), The Criterion Collection și Content Partners LLC (care include titluri de la FilmDistrict (acum absorbit în Focus Features), Morgan Creek Entertainment, Franchise Pictures și Revolution Studios). Din 20 iunie 2007, SPHE a distribuit conținuturi pentru copii care au fost anterior distribuite de eticheta Sony Wonder a Sony BMG.
SPHE mai este responsabilă și de distribuirea de seriale de televiziune din librăria Sony Pictures Television, inclusiv cele produse de Screen Gems, Columbia Pictures Television, TriStar Television, Tandem Productions, TOY Productions, ELP Communications (seriale incluse de la T.A.T. Communications până la ELP Communications), Four D Productions, Columbia TriStar Television și Sony Pictures Television. În unele ocazii, compania a distribuit titluri care nu au fost deținute de Sony, cum ar fi Animorphs de la Scholastic Productions, Angry Birds Toons, Angry Birds Stella și Piggy Tales de la Rovio Entertainment și Fraggle Rock și Emmet Otter's Jug-Band Christmas de la The Jim Henson Company.
În Canada, Columbia TriStar Home Video a ajutat la distribuirea de casete de la Astral Video în anii 1990. A avut de asemenea un pact în Australia cu Hoyts.

## Subetichete
Compania a avut un număr de subetichete pe parcursul istoriei sale.
- Magic Window
- SVS-Triumph[5] (fostul Sony Video Services și Sony Video Software)
- Musicvision
- Columbia Classics
- Screen Classics by Request[6]
- Superbit

### Subetichete internaționale
- RCA/Columbia Pictures International Video
- 20/20 Vision
- Cinema Club (în parteneriat cu Video Collection International, mai târziu vândut la acesta)
- First Independent Films
- First Release Home Entertainment
- Gaumont-Columbia-RCA Video (mai târziu Gaumont/RCA/Columbia Pictures Home Video și în final Gaumont/Columbia TriStar Home Video; în parteneriat cu Gaumont)
- RCA/Columbia Pictures/Hoyts Video Pty. Ltd.[7] (în parteneriat cu Hoyts Distribution)
- VideoServis[8]
- Video Box Office